# Axiome de Beevor
L'axiome de Beevor est un postulat neurophysiologique selon lequel le cerveau n'est pas organisé pour actionner les muscles de manière individuelle, mais pour produire des mouvements mettant en jeu des groupes musculaires. Cela implique  que  le cerveau enregistre les mouvements sans reconnaître les muscles qui les exécutent. C'est ainsi qu'il est possible, par exemple, d'écrire son nom avec le pied, ce qui serait impossible si la commande devait être donnée séparément par le cortex moteur à chaque muscle mis en jeu pour réaliser ce mouvement complexe. Cet axiome est attribué au neurologue anglais Charles Edward Beevor qui l'a présenté devant le collège royal de médecine de Londres en une série de quatre conférences prononcées du 3 juin au 4 juillet 1903  dans le cadre des Croonian Lectures.
À l'appui de l'axiome de Beevor, il a été démontré que le cerveau enregistre des séquences de mouvements (jouer au piano, essuyer une table, couper des légumes etc). Une fois encodées et au fur et à mesure qu'elles sont exécutées, ces séquences non seulement réclameront moins d'activité neuronale mais seront également rappelés plus facilement par la suite.
Cependant l'axiome de Beevor n'est vérifié qu'en partie. La plupart des comportements musculaires sont « codés » sur le cortex moteur primaire (M1) en groupes musculaires séparés, et  on n'a pas encore  trouvé de preuve d'une représentation spécifique à un muscle au niveau de M1.